# سبنسربورت (نيويورك)
سبنسربورت (بالإنجليزية: Spencerport, New York)‏ هي منطقة سكنية تقع في الولايات المتحدة في نيويورك (ولاية). يقدر عدد سكانها بـ 3,601 نسمة .